# Das schwarze Hufeisen

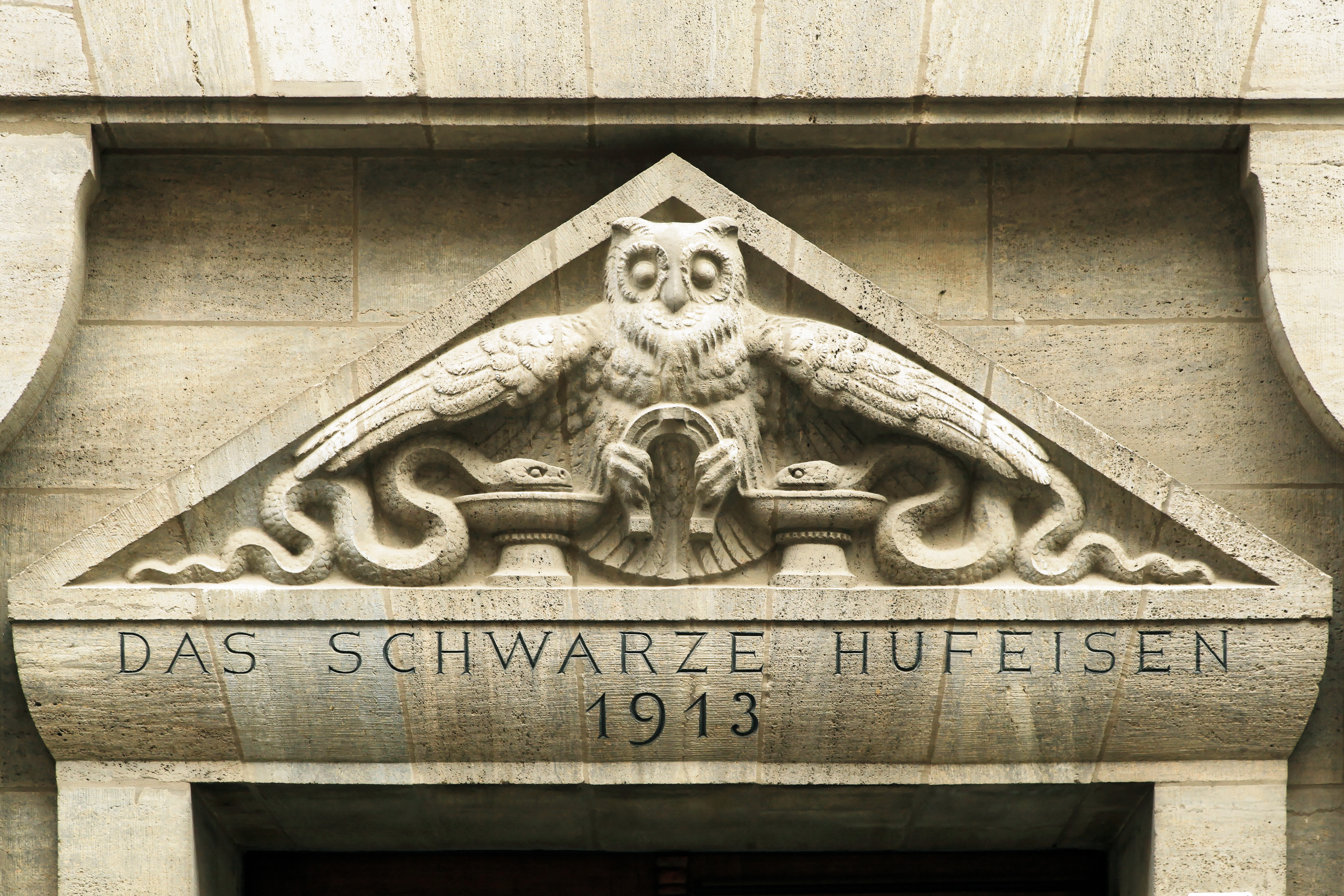
Hauszeichen über dem Eingang

Das schwarze Hufeisen ist der Name eines Büro- und Geschäftshauses in Leipzig, Nikolaistraße 55 Ecke Brühl. Es steht unter Denkmalschutz.

## Geschichte

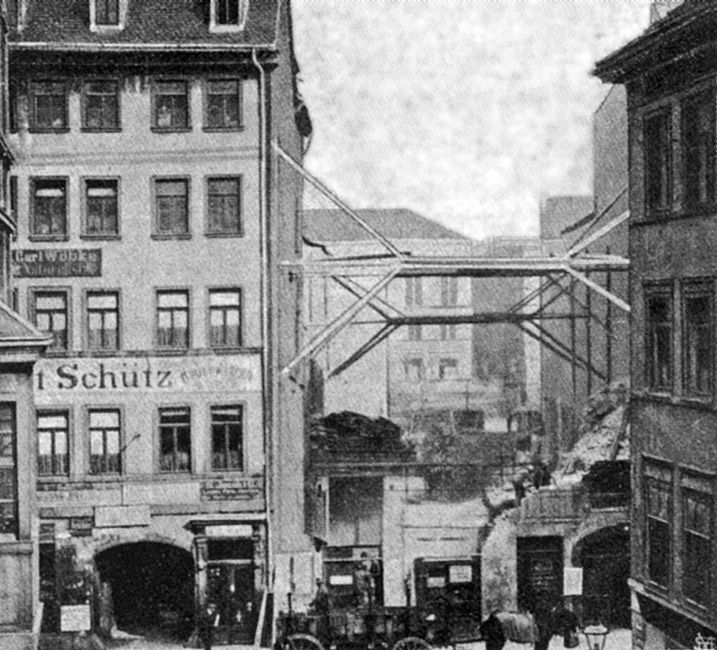
Durchbruch der Nikolaistraße 1908, links Schwarzes Hufeisen, Brühl 55

Bis zum Bau des Leipziger Hauptbahnhofs führte die Nikolaistraße nur bis zum Brühl. Um einen besseren Zugang vom neuen Bahnhof zur Innenstadt zu gewährleisten, wurde die Nikolaistraße zwischen 1908 und 1912 bis zur Parkstraße (seit 1913 Richard-Wagner-Straße) verlängert. Dazu mussten die Häuser 53, 55 und 59 auf der Nordseite des Brühl weichen; Nr. 57 war schon 1908 eine Baulücke.
Die Nr. 55 hatte von 1589 bis 1641 Hufschmieden gehört, anschließend war hier ein Gasthaus, für das 1663 der Name „Zum schwarzen Hufeisen“ genannt wurde. Durch Zufall passte für den Neubau, der nun zur Nikolaistraße zählte, auch die Nr. 55, und der Name wurde als „Das schwarze Hufeisen“ übernommen.
Der Leipziger Architekt Emil Franz Hänsel (1870–1943) entwarf ein der Reformarchitektur zuzurechnendes Geschäftshaus, das zusammen mit dem Harmelin-Haus nun die westliche Bebauung des neuen Teilstücks der Nikolaistraße darstellte. Als es 1914 bezogen wurde, war es vor allem dem Pelzhandel vorbehalten.

## Architektur

Das schwarze Hufeisen, Nikolaistraße 55
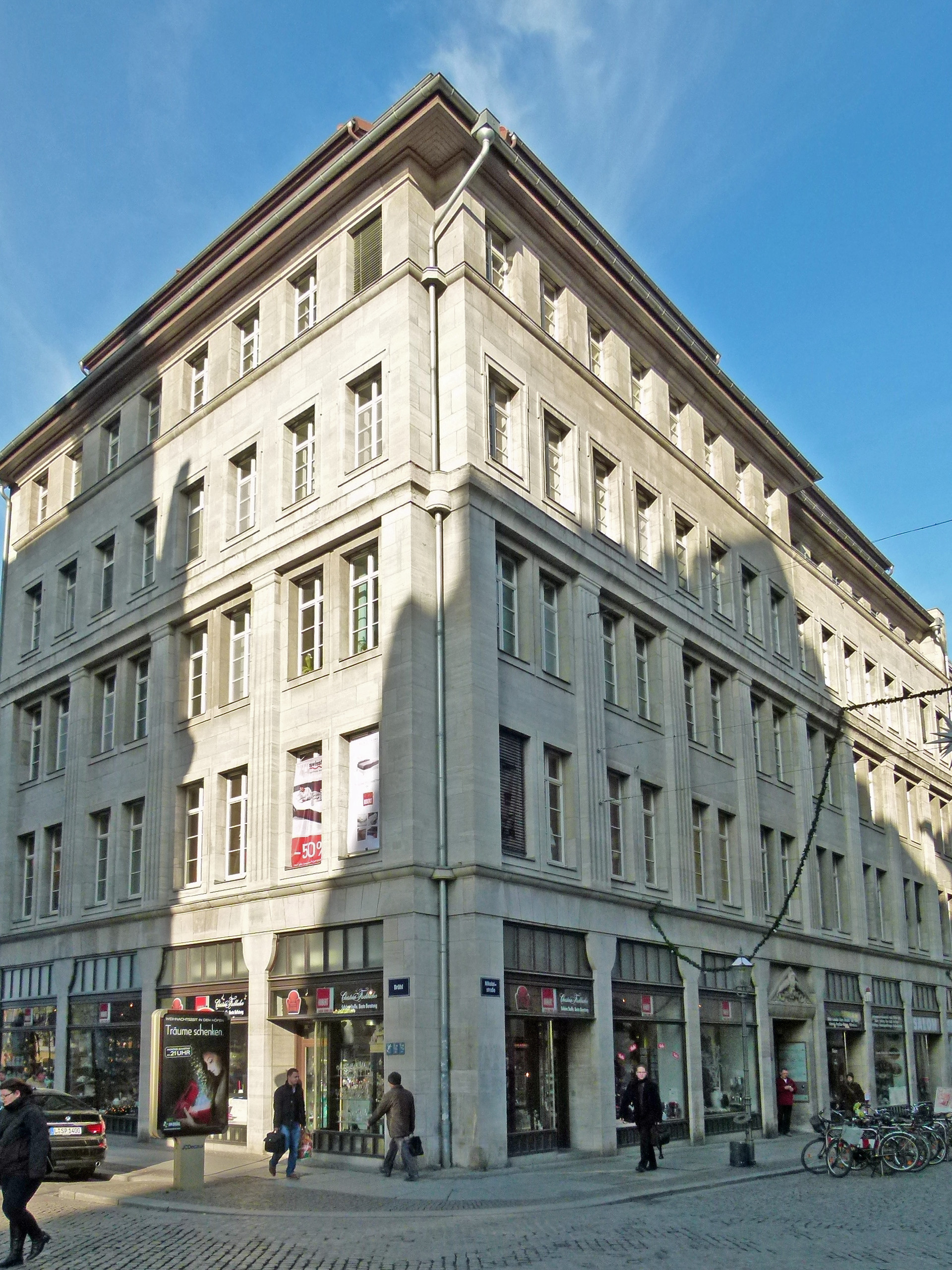
Von Südosten
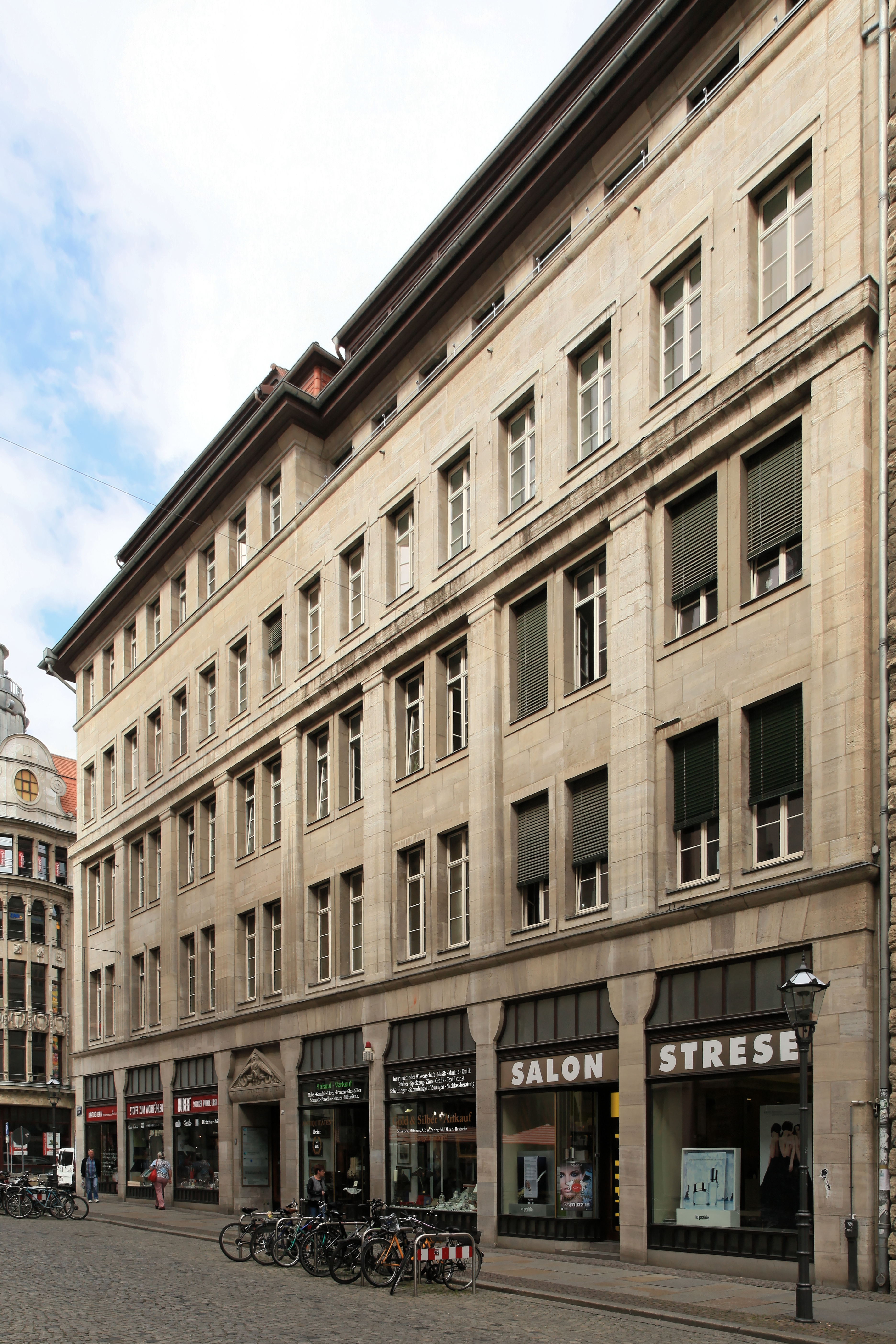
Von Nordosten

Das schwarze Hufeisen ist ein fünfgeschossiger Stahlbetonbau mit einer mit Muschelkalk belegten Fassade. Er besitzt sechzehn Fensterachsen zur Nikolaistraße und acht zum Brühl. Die der Nikolaistraße abgewandte Seite des Gebäudes ist auf etwa elf Meter Länge um zwei Fensterachsen eingerückt, sodass wie bei einer Dreiflügelanlage ein kleiner Hof entsteht.
In der Ladenzone des Erdgeschosses sind jeweils zwei Fensterachsen zu einem Schaufenster bzw. Eingangsbereich zusammengefasst. Dieser Gliederung folgen im ersten und zweiten Obergeschoss kannelierte Lisenen. Darüber verläuft ein kräftiges Gesims. Das vierte Obergeschoss ist teilweise eingerückt, sodass eine Eckenbetonung entsteht.
Diese setzt sich im Walmdach fort, das im Eckbereich Mansarden und darüber und in übrigen Bereichen Hechtgauben aufweist. Der Eckbereich endet in einem überhöhten Pyramidenaufbau.
Über dem Hauseingang zeigt das Hauszeichen in einem Dreieck eine Eule ein nach oben-unten mit den Krallen haltendes Hufeisen und mit den Flügeln zwei Schlangen überdeckend. Die Inschrift darunter lautet: DAS SCHWARZE HUFEISEN | 1913.